# Kennedy Nzechukwu
Kennedy Nzechukwuⓘ (ur. 13 czerwca 1992 w Imo State) – nigeryjski zawodnik mieszanych sztuk walki walczący w wadze półciężkiej dla federacji UFC.

## Życiorys
Nzechukwu przeprowadził się z rodziną z Nigerii do Stanów Zjednoczonych w 2010 roku. Zaczął trenować mieszane sztuki walki, gdy jego matka przywiozła go do klubu Fortis MMA w 2015 roku, aby nauczyć się jakiejś dyscypliny sportowej. Uczęszczał do college’u, ale zrezygnował z nauczania, aby kontynuować karierę w mieszanych sztukach walki.

## Kariera sportowa

### Wczesna kariera
Nzechukwu przed zawodową karierą 19 listopada 2015 roku stoczył jeden amatorski pojedynek z Anthonym Salinasem podczas gali Legacy Amateur Series 20: Black Tie Brawl 2. Wygrał przez techniczny nokaut po niespełna trzech minutach walki. Po tej wygranej Nzechukwu przeszedł na zawodowstwo, już w następnym roku (2016), odnosząc dwa zwycięstwa z rzędu na galach XKO 33 i XKO 34. Najpierw 5 listopada 2016 wygrał przez TKO po dwóch minutach z bardziej doświadczonym Mattem Fosterem, a 28 stycznia 2017 pokonał jednogłośnie na punkty debiutującego na scenie zawodowej, Thaia Walwyna.
Następnie został zaproszony do udziału w Dana White’s Contender Series, programie, który miał wyłonić nowe prospekty zwycięskich zawodników na poszczególnych galach DWCS, by ci dostali kontrakt z największą federacją MMA na świecie – Ultimate Fighting Championship. Walka Nzechukwu w programie odbyła się 22 sierpnia 2017 roku podczas wydarzenia Dana White’s Contender Series 7, przeciwko Antonowi Berzinowi. Wygrał walkę przez niejednogłośną decyzję sędziowską, jednak nie otrzymał kontraktu z UFC.
Kolejno w nowym roku (2018) powrócił na tor regionalny i odniósł tam dwa zwycięstwa przez technicznie nokauty w Xtreme Knockout i Legacy Fighting Alliance.

### Ponowne dołączenie do DW’s Contender Series
W 2019 został ponownie zaproszony do Dana White’s Contender Series, tym razem zmierzył się z Dennisem Bryantem na Dana White’s Contender Series 16. 7 sierpnia 2018 wygrał walkę przez TKO, nokautując rywala wysokim kopnięciem na głowę oraz dobijającymi ciosami w pierwszej rundzie. Po spektakularnym zwycięstwie otrzymał kontrakt z amerykańskim gigantem.

### UFC
Nzechukwu zadebiutował w Ultimate Fighting Championship przeciwko Paulowi Craigowi 30 marca 2019 na gali UFC na ESPN 2. Przegrał walkę przez duszenie trójkątne w trzeciej rundzie.
3 sierpnia 2019 skrzyżował rękawice z Darko Stošiciem, podczas UFC na ESPN: Covington vs. Lawler. Nzechukwu pokonał Serba jednogłośnie na pełnym dystansie.
6 marca 2021 zmierzył się z Carlosem Ulbergiem na gali UFC 259. Zwyciężył walkę przez nokaut, trafiając rywala mocnym prawym sierpowym. Wygrana walka przyniosła mu finansową nagrodę wynoszącą 50 tysięcy dolarów, w kategorii walka wieczoru gali.
26 czerwca 2021 na UFC Fight Night: Gane vs. Volkov zwyciężył przez TKO w trzeciej rundzie, nokautując technicznie ciosami w stójce reprezentanta Brazylii, Danilo Marquesa. Ponownie otrzymał od organizacji bonus za walkę wieczoru.
16 października 2021 miał zmierzyć się z Da Un Jungiem podczas gali UFC Fight Night 195, jednak walka została przełożona na UFC Fight Night 197 z nieznanych powodów. W nowym terminie walki (13 listopada) przegrał z Koreańczykiem przez KO w trzeciej rundzie, który ubił go łokciami w stójce.
5 marca 2022 na UFC 272 przegrał po niejednogłośnej decyzji sędziowskiej z Rumunem, Nicolae Negumereanu.
Następnie 9 lipca 2022 podczas UFC on ESPN: dos Anjos vs. Fiziev pokonał przez TKO w trzeciej rundzie Karla Robersona.
W tzw. Main Evencie (walce wieczoru) gali UFC Fight Night: Nzechukwu vs. Cutelaba, która odbyła się 19 listopada 2022 zmierzył się z zawodnikiem z Mołdawii, Ionem Cuțelabą. Nzechukwu wygrał walkę przez techniczny nokaut w drugiej odsłonie, najpierw trafiając Cuțelabe latającym kolanem na głowę, po czym dobił ciosami przy siatce zamroczonego Mołdawianina. Nzechukwu po raz trzeci został nagrodzony bonusem w kategorii występ wieczoru.
W kolejnej walce, którą stoczył 6 maja 2023 na UFC 288 w Newark podjął Devina Clarka. Nigeryjczyk zaliczył pierwsze zwycięstwo przez poddanie – duszeniem gilotynowym w drugiej rundzie.
5 sierpnia 2023 na UFC on ESPN: Sandhagen vs. Font zmierzył się w konfrontacji z Dustinem Jacobym. Przegrał przez techniczny nokaut w pierwszej rundzie.
16 marca 2024 podczas UFC Fight Night: Tuivasa vs. Tybura przegrał po bliskiej walce niejednogłośnie na punkty z Ovince'em Saint Preuxem.
Oczekiwano, że 26 października 2024 na UFC 308 w Abu Zabi, zmierzy się z Brazylijczykiem, Marcosem Rogério de Limą, jednak ten wycofał się z pojedynku z nieznanych przyczyn. Nowym rywalem Nzechukwu został Justin Tafa, jednak Australijczyk również wycofał się z walki i został zastąpiony przez Chrisa Barnetta. Zwyciężył przez techniczny nokaut w końcówce pierwszej rundy.
7 grudnia 2024 na gali UFC 310 zawalczył z Łukaszem Brzeskim, zastępując Brazylijczyka, Tallisona Teixeirę. Pod koniec pierwszej rundy znokautował Polaka. Walka przyniosła mu kolejną nagrodę za występ wieczoru.
Oczekiwano, że 5 kwietnia 2025 podczas gali UFC Fight Night w Las Vegas, zmierzy się z byłym mistrzem Oktagon MMA, Martinem Budayem. W późniejszym czasie ogłoszono, że „African Savage” wypadł z walki, a na jego miejsce wszedł debiutujący w organizacji Uran Satybaldiev.
Podczas gali UFC Fight Night: Lewis vs. Teixeira, która odbyła się 12 lipca 2025 zmierzył się z Valterem Walkerem. Przegrał przez poddanie w niecałą minutę od rozpoczęcia walki.

## Lista walk w MMA

### Zawodowe
| Wynik     | Rekord | Przeciwnik (bilans przed walką) | Rozstrzygnięcie                                     | Runda | Czas | Rozgrywki                               | Data       | Miejsce    | Uwagi |
| --------- | ------ | ------------------------------- | --------------------------------------------------- | ----- | ---- | --------------------------------------- | ---------- | ---------- | --- |
| Przegrana | 14-6   | Valter Walker (13-1)            | Poddanie (dźwignia skrętna na staw skokowy)         | 1     | 0:54 | UFC Fight Night: Lewis vs. Teixeira     | 12.07.2025 | Nashville  | |
| Wygrana   | 14-5   | Łukasz Brzeski (9-5-1. 1NC)     | TKO (prawy sierpowy i ciosy pięściami w parterze)   | 1     | 4:51 | UFC 310                                 | 07.12.2024 | Las Vegas  | Bonus za występ wieczoru.                                                                                             |
| Wygrana   | 13-5   | Chris Barnett (23-8)            | TKO (kolano na korpus i ciosy pięściami w parterze) | 1     | 4:27 | UFC 308                                 | 26.10.2024 | Abu Zabi   | Powrót do wagi ciężkiej.                                                                                              |
| Przegrana | 12-5   | Ovince Saint Preux (26-17)      | Decyzja (niejednogłośna)                            | 3     | 5:00 | UFC Fight Night: Tuivasa vs. Tybura     | 16.03.2024 | Las Vegas  | |
| Przegrana | 12-4   | Dustin Jacoby (18-7-1)          | TKO (ciosy pięściami)                               | 1     | 1:22 | UFC on ESPN: Sandhagen vs. Font         | 05.08.2023 | Nashville  | |
| Wygrana   | 12-3   | Devin Clark (14-7)              | Poddanie (duszenie gilotynowe w stójce)             | 2     | 2:28 | UFC 288                                 | 06.05.2023 | Newark     | |
| Wygrana   | 11-3   | Ion Cuțelaba (16-8-1. 1NC)      | TKO (latające kolano na głowę oraz ciosy pięściami) | 2     | 1:02 | UFC Fight Night: Nzechukwu vs. Cutelaba | 19.11.2022 | Las Vegas  | Bonus za występ wieczoru. Main Event                                                                                  |
| Wygrana   | 10-3   | Karl Roberson (9-5)             | TKO (łokcie i ciosy pięściami)                      | 3     | 2:19 | UFC on ESPN: dos Anjos vs. Fiziev       | 09.07.2022 | Las Vegas  | |
| Przegrana | 9-3    | Nicolae Negumereanu (11-1)      | Decyzja (niejednogłośna)                            | 3     | 5:00 | UFC 272                                 | 05.03.2022 | Las Vegas  | Nzechukwu został odjęty jeden punkt w rundzie 3 z powodu wielokrotnych palców w oczy.                                 |
| Przegrana | 9-2    | Da Un Jung (14-2-1)             | KO (łokcie)                                         | 1     | 3:04 | UFC Fight Night: Holloway vs. Rodriguez | 13.11.2021 | Las Vegas  | |
| Wygrana   | 9-1    | Danilo Marques (11-2)           | TKO (ciosy pięściami)                               | 3     | 0:20 | UFC Fight Night: Gane vs. Volkov        | 26.06.2021 | Las Vegas  | Bonus za występ wieczoru.                                                                                             |
| Wygrana   | 8-1    | Carlos Ulberg (3-0)             | KO (prawy sierpowy)                                 | 2     | 3:19 | UFC 259                                 | 06.03.2021 | Las Vegas  | Bonus za walkę wieczoru.                                                                                              |
| Wygrana   | 7-1    | Darko Stošić (13-2)             | Decyzja (jednogłośna)                               | 3     | 5:00 | UFC on ESPN: Covington vs. Lawler       | 03.08.2019 | Newark     | Stošićowi odjęto dwa punkty, jeden w rundzie 2 i jeden w rundzie 3, oba z powodu powtarzających się uderzeń w krocze. |
| Przegrana | 6-1    | Paul Craig (10-3)               | Poddanie (duszenie trójkątne nogami)                | 3     | 4:20 | UFC on ESPN: Barboza vs. Gaethje        | 30.03.2019 | Filadelfia | Debiut w UFC. Nzechukwu odjęto jeden punkt w rundzie 3 z powodu powtarzających się trafień w oko rywala.              |
| Wygrana   | 6-0    | Dennis Bryant (5-1)             | TKO (kopnięcie na głowę i ciosy)                    | 1     | 1:48 | DW’s Contender Series 2018: Week 8      | 07.08.2018 | Las Vegas  | |
| Wygrana   | 5-0    | Corey Johnson (0-0)             | TKO (ciosy pięściami)                               | 2     | 1:18 | LFA 40: Aguilar vs. Le                  | 25.05.2018 | Dallas     | |
| Wygrana   | 4-0    | Andre Kavanaugh (7-13)          | TKO (ciosy pięściami)                               | 1     | 2:40 | XKO 40                                  | 10.03.2018 | Dallas     | Walka w wadze ciężkiej.                                                                                               |
| Wygrana   | 3-0    | Anton Berzin (5-1)              | Decyzja (niejednogłośna)                            | 3     | 5:00 | DW’s Contender Series 2017: Week 7      | 22.08.2017 | Las Vegas  | |
| Wygrana   | 2-0    | Thai Walwyn (0-0)               | Decyzja (jednogłośna)                               | 3     | 5:00 | XKO 34                                  | 28.01.2017 | Dallas     | Debiut w wadze półciężkiej.                                                                                           |
| Wygrana   | 1-0    | Matt Foster (9-9)               | TKO (ciosy pięściami)                               | 1     | 2:06 | XKO 33                                  | 05.11.2016 | Dallas     | Debiut w wadze ciężkiej.                                                                                              |

### Amatorskie
| Wynik   | Rekord | Przeciwnik (bilans przed walką) | Rozstrzygnięcie       | Runda | Czas | Rozgrywki                                   | Data       | Miejsce | Uwagi                   |
| ------- | ------ | ------------------------------- | --------------------- | ----- | ---- | ------------------------------------------- | ---------- | ------- | ----------------------- |
| Wygrana | 1-0    | Anthony Salinas (0-0)           | TKO (ciosy pięściami) | 1     | 2:59 | Legacy Amateur Series 20: Black Tie Brawl 2 | 19.11.2015 | Dallas  | Walka w wadze ciężkiej. |